# Streptoprocne
Streptoprocne là một chi chim trong họ Apodidae.

## Các loài
Chi này có các loài:
- Streptoprocne biscutata (P. L. Sclater, 1866)
- Streptoprocne phelpsi (Collins, 1972)
- Streptoprocne rutila (Vieillot, 1817)
- Streptoprocne semicollaris (De Saussure, 1859)
- Streptoprocne zonaris (Shaw, 1796)